# .md
.md је највиши Интернет домен државних кодова (ccTLD) за Молдавију.
Постојали су покушаји да се овај домен рекламира медицинским професионалцима, пошто је MD на енглеском скраћеница од medical doctor, лекар.